# Chérif Ismaïl
Chérif Ismaïl (en arabe : شريف إسماعيل  prononcé : [ʃɪˈɾiːf esmæˈʕiːl]), né le 6 juillet 1955 et mort le 4 février 2023,, est un homme d'État égyptien, Premier ministre de 2015 à 2018.
Il est désigné Président du conseil des ministres de la République arabe d'Égypte le 12 septembre 2015 à la suite de la démission d'Ibrahim Mahlab,. Il prend ses fonctions à la tête du gouvernement égyptien le 19 septembre 2015.

## Biographie
Chérif Ismaïl étudie le génie mécanique à l'université d'Ain Shams. Il en sort diplômé en 1978.

### Carrière
Au début de sa carrière, Chérif Ismaïl occupe des postes de direction dans des entreprises publiques de pétrochimie et de gaz naturel. Il a ainsi été vice-président exécutif puis président de la holding égyptienne de produits pétrochimiques (ECHEM), entreprise qui a été créée en 2002,. Il est ensuite nommé président de la société égyptienne de gaz naturel (EGAS).
Il exerce en suivant les fonctions de directeur général de la holding pétrolière publique Ganoub El Wadi Petroleum Holding Company (GANOPE) avant de devenir le président de la compagnie.
Le 16 juillet 2013, il est nommé ministre du Pétrole au cabinet intérimaire dirigé par Hazem el-Beblawi. Il remplace Sherif Hassan Haddara à ce poste. En 2013, il est nommé ministre du Pétrole et des Ressources minérales, poste qu'il occupera du 6 juillet 2013 et le 12 septembre 2015, date à laquelle il est nommé Premier ministre.

### Premier ministre
Le 12 septembre 2015, moins d'une heure après la soudaine démission d'Ibrahim Mahlab et de son gouvernement au cœur d'une affaire de corruption visant son ministre de l'Agriculture Salah Helal, Chérif Ismaïl est nommé Premier ministre par le président égyptien Abdel Fattah al-Sissi. Ce dernier lui demande de rapidement former un nouveau cabinet, cela à quelques semaines des élections législatives du 17 octobre 2015. En février 2017, sur fond de crise économique, il engage un profond remaniement ministériel, approuvé par le Parlement le 14 février 2017,.
Il doit alors gérer l'une des plus graves crises économiques que l'Égypte doit affronter. En janvier 2017, pour pallier la pénurie de médicaments que connaît le pays, il signe un décret octroyant à l’armée une licence lui permettant de créer sa propre entreprise pharmaceutique. Rendu public le 22 janvier 2017, le décret annonce que le Premier ministre autorise « l’Agence nationale pour la production militaire à prendre part à la création d’une entreprise appelée Compagnie nationale égyptienne de pharmacie ».

### Mort
Chérif Ismaïl est décédé le 4 février 2023. Sa mort a été annoncée par l’administration égyptienne via le site Web de la présidence de la République arabe d’Égypte.